# Assurance dommages ouvrage
 (janvier 2024).
Si vous disposez d'ouvrages ou d'articles de référence ou si vous connaissez des sites web de qualité traitant du thème abordé ici, merci de compléter l'article en donnant les références utiles à sa vérifiabilité et en les liant à la section « Notes et références ».
L'assurance dommages-ouvrage (abrégée « assurance D. O. ») est, en droit français, une assurance instituée par la loi no 78-12 du 4 janvier 1978, dite loi Spinetta, et dont l'objectif est de garantir et assurer le coût de réparation de désordres affectant un ouvrage immobilier, lors de sa construction, de son agrandissement ou de sa rénovation.

## Présentation
L'assurance DO a été instituée afin de garantir une réparation rapide aux victimes de désordres affectant leur construction par la mise en œuvre d'une procédure amiable encadrée dans des délais stricts (15, 60, 90 et 135 jours). C'est une assurance de chose, c'est-à-dire qu'elle n'assure pas la responsabilité d'un constructeur, mais assure le bien construit. Elle se transmet donc aux propriétaires successifs de l'ouvrage ainsi réalisé et ce pendant dix ans à compter de la réception de l'ouvrage.
L'assurance DO doit être souscrite avant tout début de l'opération immobilière par le maître d'ouvrage, c'est-à-dire par la personne physique ou morale au profit de qui l'ouvrage immobilier est réalisé. C'est une assurance obligatoire. Lors de l'adhésion à l'assurance dommages-ouvrage le souscripteur doit remplir un questionnaire. L'objectif de ce questionnaire est de définir au mieux les garanties qui seront nécessaires au projet de construction. Toutefois, la non-souscription n'est sanctionnée pénalement que pour les professionnels de l'immobilier, pour des peines maximales de 75 000 euros d'amende et, ou 6 mois d'emprisonnement. Ces sanctions pénales ne s'appliquent pas aux personnes physiques construisant un logement pour elles-mêmes ou pour leur conjoint, leurs ascendants ou descendants ou ceux de leur conjoint. Toutefois, même pour cette catégorie, sa non-souscription peut entraîner des difficultés en cas de revente du bien concerné pendant la durée de la garantie décennale.
Elle est régie par les articles L 242-1 et suivants du Code des assurances ainsi que par l'annexe 2 de l'article A 243-1 du même code, qui institue les clauses types, à savoir les clauses impératives que doivent contenir tous les contrats.
Elle a d'abord pour objet de pré-financer le coût des réparations des dommages, dont la gravité est de la nature de ceux dont sont responsables les constructeurs selon l'article 1792 et alinéas suivants du code civil. La compagnie fournissant cette garantie doit faire effectuer les travaux nécessaires déterminés par une expertise unique. À charge pour elle de se retourner ensuite contre le ou les responsables des désordres constatés.
Le point de départ de la garantie est le terme de la première année suivant la réception des travaux (procès-verbal de réception faisant foi), elle prend ainsi la suite de la garantie de parfait achèvement et prend fin au terme de la garantie décennale.
Elle garantit le propriétaire ayant fait faire les travaux, mais aussi les propriétaires suivants dans la limite de la durée de la garantie décennale.

## Analyse
Cette assurance est la première étape du système à double détente instauré par la loi Spinetta de 1978, la seconde étant le recours contre les constructeurs responsables et leurs assureurs ; elle est obligatoire pour la construction de tous les ouvrages à l’exception de ceux visés expressément par l’article L. 243-1-1 du Code des assurances, et pour tous les maîtres d’ouvrages excepté ceux visés par l’article L.242-1 et suivants du Code des assurances.
Elle prend effet après l'expiration du délai de garantie de parfait achèvement visé à l'article 1792-6 du Code civil. Toutefois, elle peut être actionnée avant la réception lorsque, après mise en demeure restée infructueuse, le contrat de louage d'ouvrage conclu avec l'entrepreneur est résilié pour inexécution ; ou après la réception, au cours de l'année de parfait achèvement, lorsque, après mise en demeure restée infructueuse, l'entrepreneur n'a pas exécuté ses obligations.

## Confusions courantes sur l'assurance dommages-ouvrage

### Confusion avec l'assurance dommages aux tiers
Ce dernier régime de responsabilité relève en France de l'article 1382 et suivants du Code civil dans leur rédaction antérieure à l'ordonnance du 10 février 2016 et 1240 depuis lors. Il s'agit donc simplement de la responsabilité civile de droit commun (pour laquelle la loi de la sécurité financière a été modifiée afin de prévoir un délai de réclamation après expiration de la police de 10 ans afin de s'aligner sur l'assurance décennale, créant une nouvelle source de confusion possible).

### Confusion avec la responsabilité civile décennale des constructeurs
Confusion entre la responsabilité civile décennale des constructeurs (notamment l'assurance du maître d'œuvre) et l'assurance dommage ouvrage qui couvre l'ouvrage (assurance de choses) voire l'assurance constructeur non-réalisateur (dite "CNR", assurance de responsabilité décennale du maître de l'ouvrage)